# Euphlyctis kalasgramensis
Euphlyctis kalasgramensis o Euphlyctis adolfi es una especie de anfibio anuro de la familia Dicroglossidae.

## Distribución geográfica
Esta especie es endémica de Bangladés. Su presencia es incierta en India.

## Descripción
El espécimen adulto macho observado en la descripción original mide 37 mm de longitud estándar y las 14 especímenes adultas hembras observadas en la descripción original miden de 30 a 36 mm de longitud estándar.

## Etimología
El nombre de la especie está compuesto de kalasgram y del sufijo latino -ensis que significa "que vive, que habita", y le fue dado en referencia al lugar de su descubrimiento, Kalasgram.

## Publicación original
- Howlader, Nair, Gopalan & Merilä, 2015: A New Species of Euphlyctis (Anura: Dicroglossidae) from Barisal, Bangladesh. PloS one, vol. 10, n.º 2, p. e0116666-e0116666[4]